# A Night for Crime
A Night for Crime (Noite para o Crime, no Brasil) é um filme estadunidense de 1943 dirigido por Alexis Thurn-Taxis e estrelado por Glenda Farrell e Lyle Talbot.